# 123860 Davederrick
123860 Davederrick este un asteroid din centura principală de asteroizi.

## Descriere
123860 Davederrick este un asteroid din centura principală de asteroizi. A fost descoperit pe 16 februarie 2001 la Nogales de Michael Schwartz și Paulo R. Holvorcem. Asteroidul prezintă o orbită caracterizată de o semiaxă mare de 3,05 ua, o excentricitate de 0,10 și o înclinație de 9,8° în raport cu ecliptica.